# Aurora (álbum)
Aurora (carátula) es un álbum del violinista de jazz fusion Jean-Luc Ponty. Fue grabado en diciembre de 1975 y lanzado originalmente a principios de 1976 bajo el sello Atlantic Records. La versión acústica de Renaissance  se convertiría en su primer hit radial.

## Lista de canciones
1. "Is Once Enough?" – 4:58
2. "Renaissance" – 5:48
3. "Aurora, Pt. 1" – 2:46
4. "Aurora, Pt. 2" – 6:15
5. "Passenger of the Dark" – 4:17
6. "Lost Forest" – 5:27
7. "Between You and Me" – 5:58
8. "Waking Dream" – 2:25

## Personal
- Jean-Luc Ponty – violín eléctrico y acústico, otros instrumentos
- Daryl Stuermer – guitarra
- Patrice Rushen – teclados
- Tom Fowler – bajo
- Norman Fearrington – batería